# Osiedle Podgrabie
Osiedle Podgrabie (do 2007 Osiedle Podgrabie-Pasternik) – osiedle w Niepołomicach, stanowiące jednostkę pomocniczą gminy Niepołomice.
Na jego terenie znajduje się Szkoła Podstawowa nr 3 im. Włodzimierza Puchalskiego oraz nieczynny przystanek kolejowy Podgrabie Wisła.

## Położenie
Osiedle Podgrabie obejmuje północno-zachodnią część miasta. Graniczy z osiedlami: Zagrody i Boryczów oraz miejscowościami: Podłęże, Węgrzce Wielkie i Grabie.

## Historia
Już w średniowieczu przez obszar obecnego osiedla przebiegał trakt królewski, łączący Zamek Królewski na Wawelu z Zamkiem Królewskim w Niepołomicach, wzdłuż którego ulokowana została pierwsza zabudowa. Większość obecnych domów pochodzi z lat 60. i 70. XX wieku. W 1999 r. droga biegnąca szlakiem dawnego traktu królewskiego została zakwalifikowana do kategorii dróg powiatowych jako droga powiatowa nr 2011K.
1 stycznia 2008 r. wydzielono z osiedla niemal cały obszar Pasternika i włączono go do nowo utworzonego osiedla Zagrody. Jednocześnie zmieniono nazwę osiedla z Podgrabie-Pasternik na Podgrabie.

## Osiedla i zwyczajowe jednostki urbanistyczne
- Chwalców
- Grabie-Kątek
- Karne
- Pasternik Drugi
- Podgrabie
- Poręby